# Montreuil-sur-Brêche
Montreuil-sur-Brêche és un municipi francès, situat al departament de l'Oise i a la regió dels Alts de França. L'any 2007 tenia 518 habitants.

## Demografia

### Població
El 2007 la població de fet de Montreuil-sur-Brêche era de 518 persones. Hi havia 192 famílies de les quals 44 eren unipersonals (28 homes que vivien sols i 16 dones que vivien soles), 56 parelles sense fills, 76 parelles amb fills i 16 famílies monoparentals amb fills.
La població ha evolucionat segons el següent gràfic:
Habitants censats

### Habitatges
El 2007 hi havia 221 habitatges, 195 eren l'habitatge principal de la família, 14 eren segones residències i 12 estaven desocupats. 215 eren cases i 5 eren apartaments. Dels 195 habitatges principals, 169 estaven ocupats pels seus propietaris, 19 estaven llogats i ocupats pels llogaters i 7 estaven cedits a títol gratuït; 3 tenien una cambra, 12 en tenien dues, 39 en tenien tres, 42 en tenien quatre i 99 en tenien cinc o més. 127 habitatges disposaven, pel capbaix, d'una plaça de pàrquing. A 81 habitatges hi havia un automòbil i a 89 n'hi havia dos o més.

### Piràmide de població
La piràmide de població per edats i sexe el 2009 era:
| Homes | Edats   | Dones |
| ----- | ------- | ----- |
| 0     | 95 o +  | 0     |
| 8     | 90 a 94 | 4     |
| 4     | 85 a 89 | 8     |
| 0     | 80 a 84 | 8     |
| 12    | 75 a 79 | 0     |
| 0     | 70 a 74 | 12    |
| 4     | 65 a 69 | 0     |
| 24    | 60 a 64 | 20    |
| 24    | 55 a 59 | 4     |
| 16    | 50 a 54 | 12    |
| 4     | 45 a 49 | 16    |
| 12    | 40 a 44 | 16    |
| 40    | 35 a 39 | 16    |
| 16    | 30 a 34 | 24    |
| 8     | 25 a 29 | 4     |
| 0     | 20 a 24 | 4     |
| 12    | 15 a 19 | 8     |
| 20    | 10 a 14 | 16    |
| 20    | 5 a 9   | 16    |
| 8     | 0 a 4   | 20    |

## Economia
El 2007 la població en edat de treballar era de 318 persones, 249 eren actives i 69 eren inactives. De les 249 persones actives 230 estaven ocupades (121 homes i 109 dones) i 19 estaven aturades (10 homes i 9 dones). De les 69 persones inactives 22 estaven jubilades, 24 estaven estudiant i 23 estaven classificades com a «altres inactius».

### Ingressos
El 2009 a Montreuil-sur-Brêche hi havia 197 unitats fiscals que integraven 530,5 persones, i la mediana anual d'ingressos fiscals per persona era de 17.981 €.

### Activitats econòmiques
Dels 11 establiments que hi havia el 2007, 1 era d'una empresa alimentària, 2 d'empreses de construcció, 2 d'empreses de comerç i reparació d'automòbils, 2 d'empreses d'hostatgeria i restauració, 2 d'empreses de serveis i 2 d'empreses classificades com a «altres activitats de serveis».
Dels 5 establiments de servei als particulars que hi havia el 2009, 1 era una funerària, 1 era un taller de reparació d'automòbils i de material agrícola, 1 un electricista, 1 una empresa de construcció i 1 una perruqueria.
L'únic establiment comercial que hi havia el 2009 era una fleca.
L'any 2000 a Montreuil-sur-Brêche hi havia 10 explotacions agrícoles que ocupaven un total de 555 hectàrees.

## Equipaments sanitaris i escolars
El 2009 hi havia una escola elemental.

## Poblacions més properes
El següent diagrama mostra les poblacions més properes: